# Shimadzu All Japan Indoor Tennis Championships 1998
Lo Shimadzu All Japan Indoor Tennis Championships 1998 è stato un torneo di tennis facente parte della categoria ATP Challenger Series nell'ambito dell'ATP Challenger Series 1998. Il torneo si è giocato a Kyoto in Giappone dal 9 al 15 marzo 1998 su campi in cemento indoor.

## Vincitori

### Singolare
Michael Kohlmann ha battuto in finale  Steve Campbell con il punteggio di 7–6, 3–6, 6–3

### Doppio
Takao Suzuki /  Kevin Ullyett hanno battuto in finale  Óscar Ortiz /  Maurice Ruah con il punteggio di 4–6, 6–1, 6–4